# Jungermannia caespiticia
Jungermannia caespiticia là một loài Rêu trong họ Jungermanniaceae. Loài này được Lindenb. mô tả khoa học đầu tiên năm 1829.